# 추론
추론(推論, inference)은 이미 알고 있는 또는 확인된 정보로부터 논리적 결론을 도출하는 행위 또는 과정이다. 따라서 추론(推論)은 '어떠한 판단을 근거로 삼아 다른 판단을 이끌어 내는 것'이라고 할 수 있다.
이러한 추론은 다양한 분야에서 연구되고 있다.
- 인지 심리학 분야에서 전통적으로 연구되고 있는 인간의 추론 작용
- 유효한 추론의 규칙을 연구하는 논리학
- 양적 자료로부터 추론의 형식적 규칙을 개발하는 통계학자
- 자동화된 추론 시스템을 개발하는 인공 지능(AI) 연구자들

## 직접추론·간접추론
미리 제시된 하나의 명제(판단)에서 직접 하나의 새로운 명제를 추출해내는 추론을 직접추론(直接推論)이라고 하며, 미리 제시된 두 개 이상의 명제에서 간접으로 하나의 새로운 명제를 이끄는 추론을 간접추론(間接推論)이라고 한다. 전자에는 대당관계(對當關係)에 의한 경우와 명제의 변형에 의한 경우가 있으며, 후자에는 연역·귀납·유추(類推) 등이 속한다.

## 연역
연역(演繹)은 간접추리의 일종으로, 귀납과는 반대로, 일반적인 것으로부터 특수한 것으로 나아가는 사유의 작용이다.
'모든 M은 P이며, 모든 S는 M이다. 그러므로 모든 S는 P이다'란 형식의 3단논법이 연역추론의 대표적인 것이다.

## 귀납
귀납(歸納)은 간접추리의 일종으로, 연역과는 반대로, 특수한 것에서 일반적인 것으로 나아가는 사유 작용이다.
귀납추리가 참인 결론을 내릴 수 있는가에 관해서는 논의가 있다. 특수적인 것을 모두 완전히 든다면, 확실히 일반적인 것에 관한 주장도 성립되나(완전귀납이라고 한다) 특수적인 것은 모두 완전히 예거(例擧)되지 못하고 있을 경우(불완전귀납이라고 한다)가 문제이다.
밀은 생각하기를, 완전귀납은 이미 알려진 사실의 짤막한 기록을 줄 뿐이며, 우리의 인식에 있어서 의의가 있는 것은 불완전귀납 쪽이지만 이것을 가지고 특수한 것에서 일반적인 것을 추출해내기 위해서는 자연현상의 제일성이라는 원리가 요청되지 않으면 안 된다고 여겼다.

## 추론의 방법
아리스토텔레스이래로 전통적인 논리학의 근본원리로는 다음의 3가지가 있다.
1. 동일률
2. 모순율
3. 배중률

한편 라이프니츠는 충족이유의 원리와 모순율을 논리학의 2대 기본원리로 생각하였다.

## 현대의 추론규칙
현대에 이르러서는 논리학의 추론은 추론규칙(推論規則)이라는 수리논리학적인 논리식에서 또다른 논리식을 이끌어 내는 규칙의 타당성을 연구하는 것뿐만아니라 더욱 확대된 영역 즉 고전 논리학의 중요한 원리들중 어느하나이상을 포기하면서까지 얻으려고하는 추론의 영역도 있다. 고전 논리학의 주요 원리인 배중률을 포기한 양자 논리학이나 분배법칙을 포기한 양자 논리에서는 일반적으로 이들이 성립하지 않는 경우 등이다.

## 같이 보기
- 귀추법
- 공리
- 베이즈 추론
- 업무 규칙
- 전문가 시스템
- 퍼지 논리
- 추론 엔진
- 추론 과정
- 논리
- 논리 그래프
- 추론 규칙
- 정리
- 문장 (언어학)